# Miyuki Takahashi

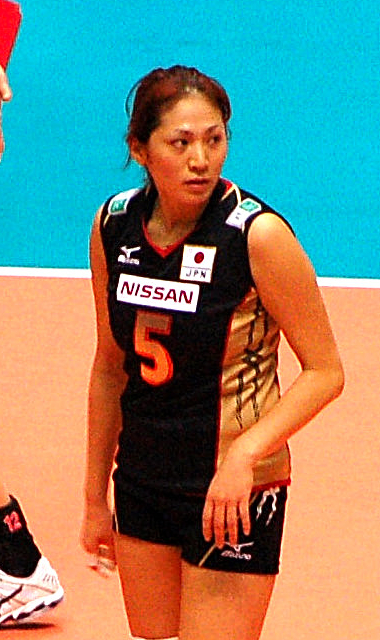
Miyuki Takahashi.

Miyuki Takahashi (高橋みゆき Miyuki Takahashi, nació el 25 de diciembre de 1978) es una jugadora japonesa de voleibol que juega en el NEC Red Rockets. Miyuki Takahashi también juega en la selección de voleibol femenino de Japón y participó en los juegos olímpicos de 2004 y 2008. Su apodo dentro del equipo es SHIN (心Shin).
Ella fue capitana de la selección japonesa de voleibol durante el Campeonato Mundial de Voleibol celebrado en Alemania en el año 2002.

## Información Personal
Nombre completo: 	 Miyuki Takahashi 
Apodo:   	 SHIN
Fecha de nacimiento: 	 25 de diciembre de 1978 
Lugar de nacimiento:  Yamagata, Japón
Residencia: Kanagawa, Japón
Altura:  170 cm
Peso: 68 kg (150 lbs)
Altura en Remate:  290 cm
Altura en Bloqueo: 280 cm
Posición: Atacante
Club Actual:  NEC Red Rockets
Equipo Nacional:  Japón

## Clubes
- NEC Red Rockets (1997-2005)
- Minetti Infoplus Vicenza (2005-2007)
- NEC Red Rockets (2007-2009)

## Selección nacional
- 2001: Medalla de Bronce en el Campeonato Mundial de Voleibol
- 2002: 13 º lugar en el Campeonato Mundial de Voleibol
- 2003: 5 º lugar en la Copa Mundial de Voleibol
- 2004: 5 º lugar en los Juegos Olímpicos de Atenas 2004
- 2006: 6 º lugar en el Campeonato Mundial de Voleibol
- 2007: 7 º lugar en la Copa Mundial de Voleibol
- 2008: 5 º lugar en los Juegos Olímpicos de Beijing 2008

## Premios individuales
- FIVB World Grand Prix 2001: fue galardonada como la jugadora con el "Mejor Servicio" dentro del certamen disputado.
- En los Juegos Olímpicos de 2005 fue elegida como una de las "Mejores Rematadoras" del certamen.
- FIVB World Grand Prix 2005: fue elegida como "Mejor Anotadora" del Mundial.